# Auldearn
Auldearn, schottisch-gälisch: Allt Éireann ist eine Ortschaft in der schottischen Council Area Highland und der traditionellen schottischen Grafschaft Nairnshire. Sie liegt unweit des Südufers des Moray Firth rund 28 km östlich von Inverness und 30 km westlich von Elgin. Die nächstgelegene Stadt ist das drei Kilometer westlich liegende Nairn.

## Geschichte
Wahrscheinlich befand sich bereits seit dem 6. Jahrhundert eine christliche Kapelle an diesem Standort; eine Gründung des iroschottischen Missionars Columban. Berichte, dass sowohl König Donald II. im Jahre 900 und sein Sohn König Malcolm I. im Jahre 954 in Auldearn fielen, sind nach neueren Erkenntnissen nicht mehr haltbar.
Mitte des 12. Jahrhunderts ließ Wilhelm der Löwe eine Festung an diesem Ort errichten. Diese hieß Eren Castle und später „Old Eren“, wovon sich der Name der Ortschaft ableitet. Die erhaltenen Überreste der Motte sind heute als Scheduled Monument klassifiziert. Schon früh erhielt Auldearn die Rechte eines Burghs, verlor sie jedoch um 1190 mit der Gründung von Nairn wieder.
Am 9. Mai 1645 standen sich auf den sumpfigen Flächen südwestlich der Ortschaft Covenanter und irische Royalisten in Union mit schottischen Highland-Clans in der Schlacht von Auldearn gegenüber. Obschon letztere die geringere Truppenstärke aufbrachten, gewannen sie die Schlacht deutlich.
Bei den Volkszählungen 1841 und 1871 lag die Einwohnerzahl von Auldearn konstant um 350 Personen. Im Jahre 1951 hatte sich die Einwohnerzahl nicht signifikant geändert, stieg jedoch in den folgenden Jahrzehnten bis auf 990 im Jahre 1991 an. Im Jahre 2011 verzeichnete Auldearn 543 Einwohner.

## Verkehr
Die A96, die Inverness mit Aberdeen verbindet, tangiert die Ortschaft und bindet sie an das Fernstraßennetz an. Einen eigenen Bahnhof besitzt Auldearn nicht. Der nächstgelegene Halt befindet sich in Nairn. Er wurde 1855 eröffnet und wird heute von Zügen auf der Aberdeen to Inverness Line der First ScotRail bedient.